# Raffles (film 1925)
Raffles è un film muto del 1925 diretto da King Baggot. Si basa sul personaggio di A.J. Raffles, ladro gentiluomo protagonista di una fortunata serie di romanzi di Ernest William Hornung, e in particolare sul romanzo Raffles, the Amateur Cracksman del 1899 e sull'opera teatrale omonima.

## Trama
Raffles vive una doppia vita: alla luce del sole, è un tipico gentiluomo inglese. Nell'ombra, è un ladro internazionale di gioielli, noto con il nome "The Amateur Cracksman". Mentre sta tornando in nave dall'India, accompagnando un suo amico, Bunny Manners, sente delle chiacchiere che girano su un ladro che si aggirerebbe a bordo. Il ladro gentiluomo avvisa una delle passeggere di stare attenta al suo collier che potrebbe esserle rubato, come infatti avviene poco dopo. La collana però viene restituita prima che la nave attracchi in porto.
A Londra, Raffles viene invitato a un party, ospite di Lord Amersteth. Sentendosi sfidato dalle parole del capitano Bedford, un noto criminologo che considera impossibile rubare delle perle, Raffles compie il furto. Alla fine, Bedford mette le mani sopra il ladro, ma la figlia di Amersteth, Gwendolyn, innamorata di Raffles, lo aiuta a fuggire. I due si sposano e Raffles, restituite le perle, promette di lasciare la professione di ladro.

## Produzione
Il film fu prodotto dall'Universal Pictures (con il nome Universal Jewel).

## Distribuzione
Il film uscì nelle sale statunitense il 24 maggio 1925, distribuito dalla Universal Pictures.

### Date di uscita
IMDb
- USA	24 maggio 1925
- Giappone	26 agosto 1925
- Portogallo	8 maggio 1928
- USA 2004 DVD

Alias
- Raffles	Portogallo
- Raffles, der Amateureinbrecher	Austria
- Raffles, der Juwelenmarder	Germania
- Raffles, the Amateur Cracksman	(indefinito)
- The Amateur Cracksman	(Indefinito)